# MIM-104 Пейтриът
MIM-104 Пейтриът (на английски: MIM-104 Patriot, в превод – Патриот) е американска зенитно-ракетна система, използвана от американската армия и редица съюзнически нации.
Произвежда се от компанията „Рейтион“, базирана в САЩ. Системата Пейтриът заменя „Найк Хъркълийс“, в качеството на основна платформа за въздушна защита на средни височини, и системата „Хоук“ в качеството на платформа за въздушна тактическа защита на средни и големи височини. В допълнение към това, Пейтриът има и способности за прехващане на балистични ракети, в конфигурацията PAC-3.
Активният компонент на американският ракетен щит в Европа се състои именно от ракети Пейтриът в горепосочената конфигурация. САЩ се съгласяват да продадат такива системи на японската армия след севернокорейските ракетни изпитания през 2009.
Названието на комплекса „Patriot“ може да бъде разгледано като акроним на фразата на английски: Phased Array Tracking Radar to Intercept Of Target

## История на комплекса
През 60-те години в САЩ започва разработването на „Армейски зенитно-ракетен комплекс за 1970-те години“ (Army Air Defense System for the 1970s (AADS-70s)). На 15 октомври тогавашният секретар на отбраната нарежда названието на проекта да се промени на „Зенитно-ракетен комплекс в процес на разработка“ (Surface-to-Air Missile, Development, SAM-D). В надпреварата за дизайн и производство влизат два отбранителни концерна – Рейтион-Мартин Мариета от една страна, и Хюз-Дъглас и RCA-Бийч – от друга. В крайна сметка Рейтион е избрана за водещ разработчик през август 1966. През ноември 1969 е проведен първото изстрелване на ракетата на SAM-D, а през 1975 – първото изпитание на цялостния комплекс, което минава успешно. От следващата година започват изпитания за цялостната оперативна способност на системата, на която вече е дадено названието „Пейтриът“. Разполагането на комплексите в американската армия и въвеждането им в експлоатация започва през 1984, като тогава са били предназначени изцяло за прехват на самолетни и вертолетни цели. През 1988 е направена първата модернизация, позволяваща прихващането на тактически балистични ракети, означена като PAC-1 (Patriot Advanced Capability-1, „Пейтриът с подобрени възможности-1“). Последната модернизация PAC-3 е почти цялостно трансформиране на комплекса в специализирана система за противоракетна отбрана.

## Организация и действие
Базовата конфигурация на системи „Пейтриът“ е на нивото на дивизион. Той се състои от пункт за управление, рота за поддръжка, между 4 и 6 батареи (в които са установките). Всяка батарея включва 3 или 4 взвода: за управление на стрелбата, ракетен взвод и взвод за управление и поддръжка (може да се раздели на два отделни по преценка на командващия). Всяка батарея по принцип е командвана от капитан и включва между 70 и 90 войници. Дивизионът е оглавяван от подполковник (в САЩ наричан lieutenant colonel) и може да включва общо до 600 войници.
Една система „Пейтриът“ се нуждае само от трима души екипаж, след като е разположена в бойна готовност – командвани от Офицер за Тактически Контрол (Tactical Control Officer, TCO), обикновено лейтенант. Другите двама са асистент и специалист по комуникациите. Системата е обслужвана и от екип за спешни поправки, както и от отряд за презареждане.

### Ред на действие
Тук е поместен редът на действие на система PAC-2 при засичане на летателен апарат.
1. Радарът AN/MPQ-53 намира вражески летящ обект, определя неговата траектория, скорост, височина на полета и размери, и преценява дали това не е смущение на радиовълни.
2. Ако радарът класифицира обекта като вражески летателен апарат, на екраните в станцията за прехват AN/MSQ-104 се появява обекта. Операторите на системата внимателно определят скоростта, височината и траекторията му. Системата „свой-чужд“ изпраща сигнал към целта, за да види дали ще получи обратен отговор.
3. Базирайки се на получените данни, както и на местоположението на целта – дали е в безопасен коридор или зона за прехват, тактическият офицер на системата дава препоръки на тактическия директор.
4. Тактическият директор определя дали целта е вражеска, и съгласува решението си с още няколко офицери.
5. След като е получена команда за прехват, тактическият директор избира една ракетна батарея и нарежда да се предприемат действия по свалянето ѝ.
6. Тактическият командир на установката я привежда в оперативна готовност и подава заповед на асистента да захване целта.
7. Тактическият асистент подава команда за стрелба към установката, която автоматично избира и изстрелва една от четирите ракети.
8. Радарът AN/MPQ-53, който дотогава е следял целта, започва да подава данни за нея към изстреляната вече ракета. Радарът също така „осветява“ целта, за да попадне тя в обсега на самонасочващата система на ракетата.
9. Ракетата приема информацията за целта, вследствие на което компютрите в изчислителната станция на земята изчисляват маневрите, които тя трябва да направи, и ги изпращат към нея.
10. Ракетата се взривява, когато наближи достатъчно целта.

PAC-3 действа по подобен начин за прехват на балистични ракети, но вместо една, установката изстрелва две ракети – едната удря целта, а другата се насочва към отломките и по-специфично към тази, която има параметрите на бойна глава. Освен това ракетата на PAC-3 не се взривява при наближаване на целта, а при директен удар в нея.

## Компоненти
Пейтриът се състои от ракети за въздушен прехват и високопроизводителна радарна система за проследяване и насочване. Пейтриът е разработен в „Редстоун Арсенал“, разположен в Хънтсвил, Алабама, където се произвежда системата за противоракетна отбрана „Сейфгард“ и нейните компоненти, ракетите „LIM-49A Спартан“ и „Спринт“.
Четирите основни функции на комплекса са комуникации, командване и контрол, радарно наблюдение и ракетно наведение. Комбинирането им оформя надеждна система за отбрана с добро координиране и лесно интегриране към останалите войски. Пейтриът е сравнително лесен за разполагане комплекс, и една батарея може да се разположи и приведе в пълна бойна готовност за по-малко от час. Всички компоненти – ракетните установки и системите за управление на стрелба (радари, отсек за прихващане, компонент с антенни мачти и електрически генератори) са или поставени на камион, или могат да се теглят на ремарке от камиони HEMTT.

### Радари
Комплексът Пейтриът разполага с основен комплект от два радара – AN/MPQ-53 и AN/MPQ-65. Комплектът представлява Пасивна Електронна Сканираща Решетка (ПЕСР) с идентификация „свой-чужд“ (ИСЧ), системи за анти-радиоелектронно противодействие, и система за проследяване чрез данните от ракетата. С първия радар са оборудване комплексите PAC-2, а с вторият – PAC-3. Основната разлика е наличието на лампи с бягащата вълна в AN/MPQ-65, които подобряват обсега и следящата способност. Решетката и на двата радара се състои от над 5000 елемента, които излъчват сигналите. Освен горепосочените системи, към оборудването се добавя и още една малка решетка, която намалява смущенията.
Радарите на Пейтриът се отличават конфигурацията си за директно унищожение – целият процес по засичане, идентификация, проследяване и прихващане на целта се осъществява само от тях. Повечето други ЗРК се нуждаят от отделни звена за всяка една от тези функции.
Лъчът, който се излъчва от решетката е сравнително по-тесен и се насочва по-бързо от тези, излъчвани от обикновена радарна чиния. Това му дава възможността да засича и проследява изключително малки, подвижни и бързи цели, както и такива с малка ефективна площ на разсейване – стелт-самолети и крилати ракети. Радарите са и високоустойчиви на радиоелектронно противодействие, заглушаване и системи за радарно предупреждение.

### Станция за навигация и прехват
Станцията за прехват AN/MSQ-104 е нервният център на зенитно-ракетния комплекс. Станцията представлява заслон, инсталиран на камион. Оборудването включва компютър за контрол на въоръженията (ККВ), терминал с данни, UHF антенна решетка, радиоапарати и два операторски пулта. Станцията е херметически изолирана, разполага с вентилационна и климатична система, ЯХБЗ, и защитена от електромагнитни пулсации.
ККВ е главният компютър на комплекса. Това е 24-битов високоустойчив военен компютър с максимална честота на процесора от 6 мегахерца. Той изчислява алгоритмите за прехват и прави изчисления за евентуални грешки. В сравнение с модерните персонални компютри, ККВ има ограничена мощност, макар да има някои модернизации и на този компонент.

### Мачтови антени и захранване
Комплексът е снабден с две мачтови 4-киловатови антени OE-349. Антените се управляват дистанционно, и са монтирани на 5-тонен камион. Управляват се в азимут и могат да бъдат издигнати на височина над 30 метра. Захранването на радара и всички комуникационни системи се осигурява от два 150-киловатови дизелови агрегата EPP-III. Всеки агрегат е снабден с двоен 284-литров резервоар. Всеки агрегат може да осигурява енергия в продължение на 8 часа с пълен резервоар.

### Ракета „Пейтриът“
Първата стандартна ракета за комплекса Пейтриът е MIM-104A „Стандард“. Предназначена най-вече за борба с летящи цели от типа на самолети, тя има обсег от 70 километра и максимална скорост над Мах 3. MIM-104B е специализирана в локализиране и унищожаване на цели, излъчващи смутителни радиоелектронни сигнали. Първият вариант, оптимизиран за борба с балистични цели, е MIM-104C PAC-2. Следващите варианти MIM-104D и E представляват подобрения на този. PAC-3 има навигация с Ка-диапазонен активен радар и ударен взривател, както и редица други подобрения. Обсегът на тази ракета обаче е намален до едва 15 километра. Всички варианти до последния PAC-2 са с конфигурация на единичен блок с една ракета, общо 4 блока на установка. При PAC-3 конфигурацията е четири ракети в блок, общо 16 ракети на установка. Самата ракета се произвежда „запечатана“, и след производството ѝ не е необходима поддръжка преди изстрелване. Дължината на ракета PAC-2 е 5,8 метра, теглото ѝ – около 900 килограма, а двигателят е твърдогоривен. Максималната ѝ скорост е над Мах 5.

## Употреба

### Войната в Залива
През 1991 година ракети Пейтриът са разположени в Близкия изток, за да защитават американските войски и съюзниците на САЩ в региона от иракски балистични ракети Ал-Хюсеин. През войната са били изстреляни над 40 ракети Пейтриът срещу вражески балистични цели, но според някои доклади не е била свалена нито една.
 На 25 февруари иракски Ал-Хюсеин удря американска военна база в Дхахран, Саудитска Арабия, убивайки 28 войници. Прихващането ѝ е било неуспешно заради повреда в софтуера на зенитно-ракетния комплекс, охранявал базата. До момента, в който иракската ракета е била засечена, комплексът е бил в оперативна готовност вече 100 часа, което е дало грешка в часовника от 1/3 от секундата, което променя скоростта на зенитната ракета. Така при изстрелване тя се отклонява с над 600 метра от целта си.
Според независими анализи на видеоматериали от 1991, системата Пейтриът е имала голяма успеваемост в прихващането, но под 10% ефективност при свалянето на целта. Израел също остава недоволен от комплекса.

### Американска инвазия на Ирак
Комплекси PAC-3 обаче се използват много успешно през 2003 срещу иракски ракети с малък обсег, като Ал-Самуд 2, Същата година обаче също има случай на неуспех – на 7 април твърдогоривната версия на Ал-Самуд 2, Аб-Абил-100, удря щаба на 2-ра бригада от 3-та дивизия на американската армия. Експлозията убива трима войници, двама журналисти, ранява 14 други войници, както и унищожава 22 бронирани машини.

## Оператори
- Германия
- Гърция – 6 дивизиона (36 установки)
- Египет – 4 дивизиона (16 установки)
- Израел
- Испания
- Кувейт
- Нидерландия
- Саудитска Арабия
- САЩ
- Тайван – 3 системи PAC-2 с 200 ракети и 4 поръчани системи PAC-3 с 330 ракети
- Южна Корея – 3 дивизиона. Разполагането на системата за ПРО започва през 2008 с ракети, внесени от Германия. Ракетните системи ще бъдат инсталирани в различни бази на военновъздушните сили. Очаква се процесът да бъде завършен през 2010, а през 2012 да бъдат приведени в оперативна готовност цялостната система за ПРО, радар за ранно предупреждение и два ракетни разрушителя клас Цар Седжон Велики.[16]
- Япония

## Подобни системи
- С-300
- NASAMS